# David Johnson (jamajski piłkarz)
David Anthony Johnson (ur. 15 sierpnia 1976 w Kingston) – jamajski piłkarz występujący na pozycji napastnika. Ojciec innego piłkarza, Brennana Johnsona.

## Kariera klubowa
Swoją karierę rozpoczynał w 1994 w Manchesterze United z Premier League. Jego zawodnikiem był w sezonie 1994/1995, jednak nie rozegrał tam żadnego spotkania. W 1995 roku przeszedł do zespołu Bury z Division Three. W sezonie 1995/1996 awansował z nim do Division Two, a sezon później do Division One.
W trakcie rozgrywek 1997/1998 odszedł do ligowego rywala, zespołu Ipswich Town, z którym w sezonie 1999/2000 awansował do Premier League. W lidze tej zadebiutował 19 sierpnia 2000 w przegranym 1:3 meczu z Tottenhamem. W Ipswich grał do połowy sezonu 2000/2001, a następnie odszedł do Nottingham Forest z Division One. Stamtąd był wypożyczany do innych zespołów tej ligi – Sheffield Wednesday, Burnley oraz Sheffield United. Potem wrócił do Nottingham, grającego już w League One i występował tam do końca sezonu 2005/2006. Potem grał jeszcze w Hucknall Town (Conference North), a w 2007 roku zakończył karierę.
W Premier League rozegrał 13 spotkań.

## Kariera reprezentacyjna
W 1999 roku Johnson rozegrał 4 spotkania i zdobył 2 bramki w reprezentacji Jamajki.